# Red Lake County
Das Red Lake County ist ein County im US-amerikanischen Bundesstaat Minnesota. Im Jahr 2020 hatte das County 3935 Einwohner und eine Bevölkerungsdichte von 3,5 Einwohnern pro Quadratkilometer. Der Verwaltungssitz (County Seat) ist Red Lake Falls.

## Geografie
Das County liegt im Nordwesten von Minnesota. Es eine Fläche von 1120 Quadratkilometern und verfügt trotz seines Namens über keine nennenswerten Wasserflächen. Das County wird im Nordwesten vom Red Lake River durchflossen, einem rechten Nebenfluss des Red River of the North. An das Red Lake County grenzen folgende Nachbarcountys:
|  | Pennington County |  |
|  |                   |  |
|  | Polk County       |  |

## Geschichte
Das Red Lake County wurde am 24. Dezember 1896 aus Teilen des Polk County gebildet. Benannt wurde es nach dem Red Lake River.

## Demografische Daten
Nach der Volkszählung im Jahr 2010 lebten im Red Lake County 4089 Menschen in 1718 Haushalten. Die Bevölkerungsdichte betrug 3,7 Einwohner pro Quadratkilometer. In den 1718 Haushalten lebten statistisch je 2,31 Personen.
Ethnisch betrachtet setzte sich die Bevölkerung zusammen aus 96,2 Prozent Weißen, 0,3 Prozent Afroamerikanern, 1,7 Prozent amerikanischen Ureinwohnern, 0,2 Prozent Asiaten, 0,1 Prozent Polynesiern sowie aus anderen ethnischen Gruppen; 1,6 Prozent stammten von zwei oder mehr Ethnien ab. Unabhängig von der ethnischen Zugehörigkeit waren 2,5 Prozent der Bevölkerung spanischer oder lateinamerikanischer Abstammung.
24,2 Prozent der Bevölkerung waren unter 18 Jahre alt, 58,2 Prozent waren zwischen 18 und 64 und 17,6 Prozent waren 65 Jahre oder älter. 49,8 Prozent der Bevölkerung war weiblich.

Das jährliche Durchschnittseinkommen eines Haushalts lag bei 47.719 USD. Das Pro-Kopf-Einkommen betrug 22.408 USD. 10,4 Prozent der Einwohner lebten unterhalb der Armutsgrenze.

## Ortschaften im Red Lake County
| Citys - Brooks - Oklee - Plummer - Red Lake Falls | Unincorporated Communities - Dorothy - Huot - Terrebonne |

## Gliederung
Das Red Lake County ist neben den vier Citys in 13 Townships eingeteilt:
| Township                | Einwohner (2010) | FIPS     |
| ----------------------- | ---------------- | -------- |
| Browns Creek Township   | 48               | 27-08146 |
| Emardville Township     | 195              | 27-19196 |
| Equality Township       | 131              | 27-19502 |
| Garnes Township         | 190              | 27-23174 |
| Gervais Township        | 226              | 27-23588 |
| Lake Pleasant Township  | 103              | 27-34820 |
| Lambert Township        | 129              | 27-35270 |
| Louisville Township     | 187              | 27-38276 |
| Poplar River Township   | 107              | 27-52000 |
| Red Lake Falls Township | 201              | 27-53494 |
| River Township          | 65               | 27-54538 |
| Terrebonne Township     | 147              | 27-64498 |
| Wylie Township          | 65               | 27-71986 |